# Les Vulves Assassines
Les Vulves Assassines est un groupe d'electro-punk-rap francophone créé en 2013 à Paris. Le groupe est connu pour son engagement militant,. Ses membres se revendiquent marxistes et féministes, et affichent régulièrement les logos de la CGT dans leur jeu de scène. Leurs textes explicites et parfois humoristiques dénoncent de manière incisive les inégalités sociales et les violences sexistes. Leur univers artistique et militant se développe au-delà de la musique, avec par exemple « Le Pays aéré », une utopie socialiste. Le Pays aéré est également le nom d'un label associatif qui vise à « développer et promouvoir la création musicale féminine à travers l'enregistrement sonore et l'édition musicale », sous lequel sont déposés leurs deux premiers albums.
Les membres du groupe qualifient leur style de musique de « punk rap de l’espace marxiste féministe », les médias le qualifiant souvent de punk rap ou d'electro-punk, voire d'electro-punk-rap ou techno-punk-rap féministe. Elles affirment à plusieurs reprises avoir été influencées par la Mano Negra,.

## Biographie
À la suite de sa création en 2013, le groupe se développe de 2013 à 2018 en se produisant notamment sur la scène militante et alternative. Malgré des difficultés à trouver des soutiens pour produire leur premier album, Godzilla 3000 parait finalement en autoproduction en 2019, suivi par Das Kapital en 2022.
Le groupe gagne en notoriété auprès du grand public en 2023 lors du mouvement social contre la réforme des retraites, pendant lequel leur titre phare « La retraite » accompagne régulièrement les cortèges,,.
Elles restent en 2024 des références de la scène punk et militante, se produisant dans de nombreux festivals,,.

## Membres
- DJ Conant - chant, synthétiseur
- Elena "MC" Vieillard - chant, sampleur
- Samy - guitare
- Chloé - guitare (depuis 2023)